# Карвети
Карвети (Carvetii) — кельтське плем'я на півночі Британії (сучасна Камбрія). Були сусідами брігантів (на півночі та сході), піктів-вотадінів, новантів, селговів (на півночі). Були союзниками брігантів.

## Міста
Столицею племені був Лугвуалій (сучасне місто Карлайл). Іншими поселеннями карветів, що стали згодом римськими фортами та військовими таборами, були Абаллава (Бург-на-Санді, Камбрія), Езіка (Великий Честер, Нортумберленд), Алауна (Маріпорт, Камбрія), Банна (Каслстед, Камбрія), Бравоніак (с. Кіркбі Тор), Брокав (с. Брохем), Камбогланна (Бьодосвод), Габросент (Морсбі), Галана (Амбесайд), Маглона (Старий Карлайл), Мая (Баунесс-на-Солуей), Вореда (Старий Пенріт).

## Історія
Стосовно доримського періоду немає відомостей. Ймовірно підтримували союзні відносини з сусідніми племенами. На той час карвети перейшли від військової демократії до утворення державних інституцій. Вожді шлюбними відносинами були пов'язані з вождями племені брігантів та вотадінів. Найвідомішим із вождів карветів був Венуцій, що оженився на Картімадуї з брігантів. У 69 році Венуцій на деякий час захопив землі конфедерації брігантів, проте вже у 70 році римляни вигнали того з області брігантів.
Протягом 71-78 років проконсули Квінт Петіллій Цереал та Секст Юлій Фронтін активно атакували карветів, намагаючись їх підкорити. Втім римлянам вдалося лише закріпитися у брігантів. Місцевість карветів сприяла захисту своїх земель. Лише прокоснул Гней Юлій Агрікола у 80-х роках зумів завдати нищівної поразки карветам та їх союзникам — піктам.
В подальшому тут виникли численні римські форти. У 120-х роках на землях карветів зведено споруди валу Адріана. Проте протягом усього існування Римської Британії романізація карветів тривала доволі напружно й фактично завершилася нічим. Лише вдалося частково християнізувати ці землі. Про карветів за часи занепаду Римської імперії немає відомостей.